# Trockenfeldbau

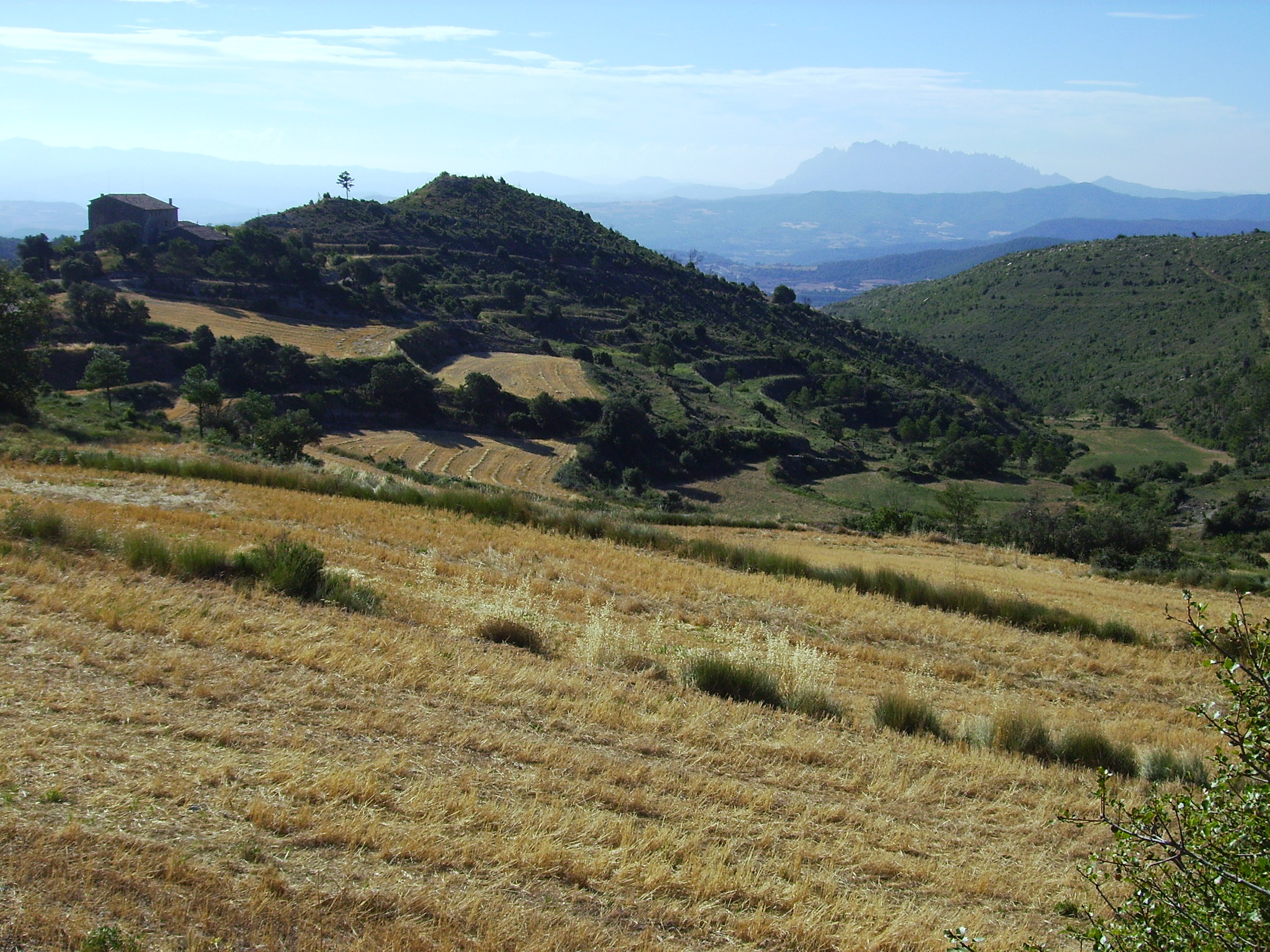
Trockenfeldbau und Terrassenfeldbau in Katalonien

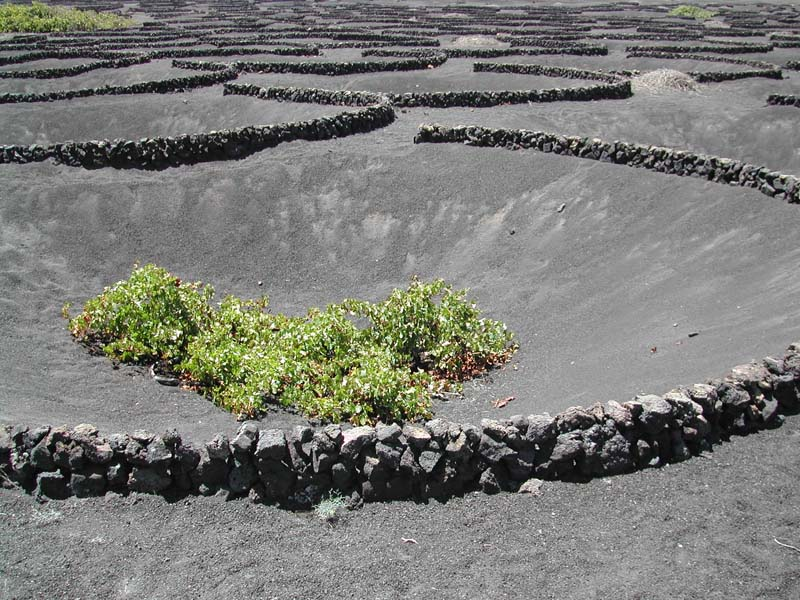
Traditionelle Anbaumethode im Weinanbaugebiet La Geria

Der Trockenfeldbau, englisch dry farming, ist eine Form des Bodenbaus, die ohne künstliche Bewässerung in (semi-)ariden Gebieten stattfindet. Als Sonderform des Regenfeldbaus wird sie in Gebieten mit sehr geringem Niederschlag nahe der agronomischen Trockengrenze – regional unterschiedlich bei etwa 250–500 mm/a – betrieben, wobei die Niederschläge auch über längere Perioden (zum Teil über mehrere Jahre) aussetzen können.

## Beschreibung
Ziel der Anbaumethode ist die Speicherung des Niederschlagswassers über zwei oder mehr Jahre (sog. Trockenbrache), da es relativ wenig und selten/unregelmäßig regnet, aber trotzdem Wasser für das ganze Jahr gebraucht wird. Dabei wird der Boden vor dem Regen gepflügt und nach dem Regen gewalzt, um die Verdunstung herabzusetzen und die Winderosion zu verhindern. Beim dry farming werden die Felder in Schlangenlinien angelegt, auch werden Pflanzen und Sträucher um die Felder gepflanzt, um sie vor dem starken Wind zu schützen. Die parallelen Felder werden immer im Wechsel genutzt (englisch strip farming).
Die an diese Umweltbedingungen angepassten Pflanzen befriedigen ihren Wasserbedarf somit ausschließlich über Wasser, das von Niederschlägen stammt, sowie über im Boden gespeicherte Feuchtigkeit. Zum Teil wird das Regenwasser auch in Zisternen, Gefäßen oder Schlammbecken gespeichert. Meist bildet sich ein Feuchte-Gradient zwischen Luftfeuchtigkeit und Boden und zwischen Erdoberfläche und Grundwasser aus. Die Bodenfeuchte nähert sich dem Feuchtegehalt der Luft an. In der Nacht kühlt die Erdoberfläche aus, Luftfeuchtigkeit kann als Tau kondensieren oder diffundiert direkt in den Boden.
In Südeuropa, insbesondere in Spanien und Italien, wurde und wird diese Art der Feldwirtschaft traditionell betrieben. Vor allem Getreide wie Gerste und Hirse sowie Oliven, Mandeln und der Johannisbrotbaum sind gut an das trockene Klima angepasst. Weitere Gebiete, in denen Trockenfeldbau betrieben wird, sind u. a. die Great Plains, die Steppen im Süden Russlands und Argentiniens sowie große Teile Afrikas.
Die Weinbauern in La Geria auf Lanzarote graben bis zu 3 Meter tiefe Löcher und pflanzen die Weinreben hinein. Die Rebstöcke wachsen jeder für sich in diesen kleinen, mit Mauern geschützten Einzelkratern. So wird die meterdicke dunkle Lapillischicht (Vulkanasche, auch Picón genannt) nutzbar, da sie tagsüber aufheizt und nachts Feuchtigkeit aus der Luft aufsaugt. Weil es hier nur sehr selten regnet, wird auf diese Weise das Wasser gespeichert. Die Wurzeln der angebauten Pflanzen und der Weinreben können so bis in den darunter liegenden Boden dringen, welcher dazu noch vor Erosion geschützt ist. Die Mauern schützen die Mulden gegen den Nordostpassat und das Austrocknen.